# Georgi Dinkov
Georgi Dinkov (tiếng Bulgaria: Георги Динков) (sinh 20 tháng 5 năm 1991) là một cầu thủ bóng đá Bulgaria, anh thi đấu ở vị trí hậu vệ cho Beroe Stara Zagora.

## Danh hiệu

### Câu lạc bộ
Beroe
- Cúp bóng đá Bulgaria (1): 2013
- Siêu cúp bóng đá Bulgaria (1): 2013